# Döbern
Döbern település Németországban, azon belül Brandenburgban. Lakosainak száma 3118 fő (2023. december 31.).

## Népesség
A település népességének változása:
| Lakosok száma | 3250 | 3194 | 3146 | 3126 | 3118 |
|               | 2017 | 2019 | 2021 | 2022 | 2023 |